# Werw
Werw (russisch Вервь, im altrussischen Sprachgebrauch wörtlich „Strick“, da letzterer früher zur Landabmessung verwendet wurde) war im mittelalterlichen Russland eine Verwaltungseinheit unterhalb der Wolost. Unter anderem hatte eine Werw die Gesamtbürgschaft für Straftaten wie Diebstahl und Tötung eines ihrer Mitglieder zu übernehmen und dafür die so genannte Wira (ein Bußgeld) zu zahlen.
Der Begriff war in der Russkaja Prawda verankert, einem Gesetzbuch der alten Rus mit Ursprung im 10. bis 11. Jahrhundert. In diesem gibt es keine Hinweise auf unbedingte verwandtschaftliche Beziehungen zwischen den Mitgliedern solcher Gemeinden mehr, was ursprünglich vermutlich der Fall war.